# Caroline Furness
Caroline Ellen Furness (24 de junio de 1869-9 de febrero de 1936) fue una astrónoma estadounidense. Profesora en Vassar College a principios del siglo XX, fue discípula de Mary Watson Whitney en esa misma universidad y consiguió el primer doctorado PhD en Astronomía por la Universidad de Columbia.

## Biografía
Furness nació el 24 de junio de 1869, en Cleveland, Ohio. Su padre era profesor de Ciencias en el instituto local y animó su interés temprano por la ciencia. Graduada en Vassar College en 1887, siguió los pasos de su padre, convirtiéndose en profesora de Ciencias de la escuela secundaria. Sin embargo, su verdadero interés estaba en la investigación y, pasados tres años, regresó a Vassar College como asistente de investigación de la profesora Mary Watson Whitney. Bajo la dirección de Whitney, Furness participó en un programa de casi una década de observaciones de cometas y planetas. En 1896 comenzó a trabajar en la Universidad de Columbia con Harold Jacoby y publicaría su tesis doctoral Ph.D. titulada «Catálogo de estrellas dentro de un grado del Polo Norte y distorsión óptica del telescopio astro-fotográfico de Helsingfors deducido de las medidas fotográficas» en 1900. En 1903 regresó a Vassar como profesora.
Colaboró en observaciones de estrellas variables con Whitney de 1909 a 1911. En 1915, fue autora del libro de texto Introduction to the Study of Variable Stars.
En 1922 fue elegida miembro de la Royal Astronomical Society.
Murió en Nueva York el 9 de febrero de 1936.
Defensora de la educación de las mujeres, especialmente en países menos desarrollados, escribió una serie de artículos sobre la situación de la educación superior de las mujeres en Japón y fue miembro importante de la rama local de la National Alliance of Unitarian Women.